# مجموعة إيجيس
إيجيس هي شركة دولية نشطة في قطاعات الاستشارات وهندسة البناء وخدمات التنقل التي تصمم وتشغل البنية التحتية والمباني الذكية. تعمل شركة إيجيس في 120 دولة ولديها 18000 موظف يعملون بها . 
في التصنيف العالمي لسجل الأخبار الهندسية (ENR)، حصلت إيجيس على المركز الأول في فرنسا والمركز الثامن عالميًا في قطاع النقل. بشكل عام، تحتل إيجيس المرتبة 21 ضمن أفضل شركات التصميم العالمية.

## تاريخ الشركة
في يناير 2022 ، استحوذت تيكيهاو كابيتال على حصة 40٪ في إيجيس.

## عمليات الاستحواذ
في عام 2022 ، استحوذت إيجيس على العديد من الشركات. في الولايات المتحدة ، أس بي للمهندسين المعماريين ، والهندسة المعمارية والتصميم الممارسة المتخصصة في خلق وجهات الضيافة الدولية. في الشرق الأوسط: واغنر بيرو بريدج للخدمات الدولية ، شركة هندسة البنية التحتية والتشغيل والصيانة, دبليو أم إي ، والاستشارات الهندسية متعددة التخصصات و  يو + أيه ، استشارات معمارية متعددة التخصصات. في أوروبا: ويستون ويليامسون + بارتنرز (المملكة المتحدة) ، شركة دولية للهندسة المعمارية والتصميم الحضري; ايه جي كونسبت (فرنسا) ، شركة هندسية متخصصة في غرف الأبحاث; نوردسينال (فرنسا) ، متخصص في إشارات السكك الحديدية; نيبو لخدمات النقل (هولندا) ، متخصصة في استرداد ضريبة القيمة المضافة ورسوم الإنتاج في البنلوكس. في أمريكا اللاتينية: بايك (كولومبيا) ، الرائد الهندسي في قطاع البناء الكولومبي.
في عام 2021 ، استحوذت إيجيس على شركتين في المملكة المتحدة: سي بي إم إس توبكو وذراعها التشغيلي ، خدمات إدارة المشاريع التعاونية المحدودة لتصبح لاعبا رئيسيا في سوق السكك الحديدية والبنية التحتية في المملكة المتحدة  وجالسون للعلوم المحدودة ، وهي شركة استشارية وأبحاث دولية مقرها في أوكهام ومتخصصة في إدارة النفايات المشعة والتخلص منها.
وفي الشرق الأوسط ، أكملت إيجيس عملية الاستحواذ على بروجاكس إنترناشيونال ، مما رفع نسبة الملكية إلى 95.45٪. بروجاكس هي شركة محلية للاستشارات الهندسية وإدارة المشاريع. في أستراليا ، انضمت شركة الاستشارات الاستراتيجية الأسترالية وتسليم المشاريع واستشارات الخدمات الفنية إلى شركة إيجيس.
في فرنسا ، استحوذت إيجيس على طن متري 3, شركة استشارية وهندسية في مجال التنقل والتطبيقات ذات الصلة ، و 3 شركات في قطاع البناء: أوبينيرجي(رقمنة أداء الطاقة) ، كيرن (التنظيم وإدارة العمليات) وكذلك الإعلان أي أن جي و أد كونسيل (إزالة الأسبستوس ، التفكيك & الاقتصاد الدائري). في آسيا ، استحوذت إيجيس على صن لاند (هونغ كونغ) ، وهي شركة استشارية وهندسة بناء تضم 130 موظفا.
في عام 2020 ، انضمت 2 شركة فرنسية إلى إيجيس: مؤسسة الإشارة شركة أعمال إشارات السكك الحديدية وكانوب أوشي ساس, شركة استشارية في صناعات الفنادق والسياحة والترفيه.
في عام 2019 ، تسكن شركة هندسية مقرها هونغ كونغ (المغلف والهندسة البيئية) انضم إيجيس.
في ديسمبر 2022 ، بدأت إيجيس عملية الاستحواذ على شركتين: كاليبر للخدمات المهنية في نيوزيلندا والذراع الشرق أوسطي لممارسات التصميم يو + إيه.

## انتقادات

### التورط في المستوطنات الإسرائيلية
في 12 شباط/فبراير 2020، نشرت الأمم المتحدة على موقعها الالكتروني قاعدة بيانات للشركات التي تمارس الأعمال التجارية في الضفة الغربية ، بما فيها القدس الشرقية ، وكذلك في مرتفعات الجولان المحتلة.  تم إدراج مجموعة إيجيس في قاعدة البيانات بسبب أنشطة دعمها إيجيس ريل لدولة إسرائيل في المستوطنات الإسرائيلية في هذه الأراضي المحتلة،  والتي تعتبر غير قانونية بموجب القانون الدولي . 

### العقوبات
إيجيس أو إس إيه إس وإيجيس إنترناشيونال إس إيه إس عقوبات من قبل مصرف التنمية للبلدان الأمريكية لمدة ثلاث سنوات فيما يتعلق بادعاءات الممارسات الاحتيالية والفاسدة. ونتيجة لذلك ، تم إدراج كل من إيجيس أو إس إيه إس وإيجيس إنترناشيونال إس إيه إس في قائمة الحظر الشامل الصادرة عن بنك التنمية الآسيوي حتى 2 يناير 2027.